# Aaron Zehnter
Aaron Zehnter (Sonderhofen, 31 oktober 2004) is een Duits voetballer die doorgaans speelt als linksback. In januari 2024 verruilde hij FC Augsburg voor SC Paderborn.

## Clubcarrière
Zehnter speelde in de jeugd van SV Sonderhofen, Würzburger FV en Würzburger Kickers, voor hij in 2019 in de opleiding van FC Augsburg werd opgenomen. Bij deze club tekende hij in mei 2022 zijn eerste professionele contract. Na wedstrijden gespeeld te hebben in het belofteteam mocht Zehnter op 3 februari 2023 zijn competitiedebuut maken in het eerste elftal. Op die dag werd in de Bundesliga door een doelpunt van Mërgim Berisha met 1–0 gewonnen van Bayer Leverkusen. Zehnter begon op de reservebank en mocht van coach Enrico Maaßen in de blessuretijd van de tweede helft invallen voor Mads Pedersen.
Tijdens de eerste helft van het seizoen 2023/24 kwam Zehnter alleen maar uit voor het tweede team in de Regionalliga Bayern, waarop hij besloot zijn contract aan het einde van dat seizoen niet te verlengen. In januari 2024 nam SC Paderborn de verdediger over voor circa honderdduizend euro. Zijn eerste doelpunt namens Paderborn in de 2. Bundesliga maakte hij op 9 maart 2024, toen hij met zijn treffer mede verantwoordelijk was voor een doelpuntrijk gelijkspel: 3–3.

## Clubstatistieken
| Seizoen | Club           | Competitie    | Competitie | Competitie | Beker | Beker | Internationaal | Internationaal | Totaal | Totaal |
| Seizoen | Club           | Competitie    | Wed.       | Dlp.       | Wed.  | Dlp.  | Wed.           | Dlp.           | Wed.   | Dlp.   |
| ------- | -------------- | ------------- | ---------- | ---------- | ----- | ----- | -------------- | -------------- | ------ | ------ |
| 2021/22 | FC Augsburg II | Regionalliga  | 3          | 0          | —     | —     | —              | —              | 3      | 0      |
| 2022/23 | FC Augsburg II | Regionalliga  | 12         | 2          | —     | —     | —              | —              | 12     | 2      |
| 2022/23 | FC Augsburg    | Bundesliga    | 1          | 0          | 1     | 0     | —              | —              | 2      | 0      |
| 2023/24 | FC Augsburg II | Regionalliga  | 16         | 2          | —     | —     | —              | —              | 16     | 2      |
| 2023/24 | SC Paderborn   | 2. Bundesliga | 15         | 1          | 0     | 0     | —              | —              | 15     | 1      |
| 2024/25 | SC Paderborn   | 2. Bundesliga | 29         | 3          | 1     | 0     | —              | —              | 30     | 3      |
| Totaal  | Totaal         | Totaal        | 76         | 8          | 2     | 0     | 0              | 0              | 78     | 8      |

Bijgewerkt op 1 mei 2025.